# Александров, Александр (боксёр)
Александр Эмилов Александров (болг. Александър Емилов Александров; род. 31 октября 1984, София) — болгарский боксёр, представитель наилегчайших весовых категорий. Выступал за сборную Болгарии по боксу в период 2001—2014 годов, дважды бронзовый призёр чемпионатов мира, обладатель серебряной медали чемпионата Европы, победитель и призёр многих турниров международного значения, участник летних Олимпийских игр в Лондоне.

## Биография
Александр Александров родился 31 октября 1984 года в Софии, Болгария. Проходил подготовку в Национальной спортивной академии и в столичном ЦСКА.
Впервые заявил о себе в сезоне 2001 года, когда стал чемпионом Болгарии в зачёте наилегчайшей весовой категории, вошёл в основной состав болгарской национальной сборной и побывал на чемпионате мира в Белфасте, откуда привёз награду бронзового достоинства — на стадии полуфиналов был остановлен французом Жеромом Тома.
В 2002 году стал серебряным призёром чемпионата Европы в Перми, где в решающем финальном поединке по очкам уступил россиянину Георгию Балакшину.
На мировом первенстве 2003 года в Бангкоке вновь получил бронзу в наилегчайшем весе, в полуфинале снова проиграл Жерому Тома.
В 2006 году попробовал себя на профессиональном уровне, но провёл только один единственный поединок, уступив по очкам испанцу Рафаэлю Лосано.
Благодаря череде удачных выступлений удостоился права защищать честь страны на летних Олимпийских играх 2012 года в Лондоне — в категории до 49 кг благополучно прошёл первых двоих соперников по турнирной сетке, тогда как в третьем четвертьфинальном бою со счётом 10:16 потерпел поражение от тайца Кеу Понгпраюна.
После лондонской Олимпиады Александров ещё в течение некоторого времени оставался в боксёрской команде Болгарии и продолжал принимать участие в крупнейших международных турнирах. Так, в 2013 году он боксировал на чемпионате мира в Алма-Ате, где в 1/16 финала проиграл россиянину Мише Алояну.